# Elecciones generales de Liberia de 1967
Las elecciones generales de Liberia de 1967 se realizaron el 2 de mayo del mencionado año. El presidente desde 1944, William Tubman, del Partido Whig Auténtico, fue el único candidato y fue reelegido sin oposición. El TWP obtuvo los 52 escaños de la Cámara de Representantes. Las elecciones se realizaron durante el período de dominación política del Partido Whig Auténtico, en el que la minoría américo-liberiana ostentaba el poder político, económico, y social. De este modo, las elecciones durante este período fueron denunciadas en gran medida como fraudulentas.